# Laetitia Casta
Laetitia Marie Laure Casta, mais conhecida como Laetitia Casta (Pont-Audemer, 11 de maio de 1978), é uma modelo e atriz francesa.

## Carreira

### Modelo internacional
Aos quinze anos, um fotógrafo da agência Madison Models observou-a numa praia da Córsega e a convidou para uma sessão fotográfica. Após a aprovação paterna, Laetitia passou a integrar o casting da agência. Ocasionalmente, o diretor da revista francesa Elle observou as fotos de Laetitia e ficou deslumbrado por sua beleza natural. Isso foi o ponto de partida para uma carreira internacional de sucesso.
Em 1994, foi escolhida como a «nova linda garota» da Guess?, o que lhe possibilitou adquirir exposição internacionalmente. Pouco depois, em 1996, passou a ser uma das principais modelos da marca de lingerie Victoria's Secret. A modelo também foi capa de várias revistas de renome como Rolling Stone, Vogue, Elle, Cosmopolitan, Marie Claire, Glamour, Photo, assim como foi o rosto de uma campanha publicitária da L'Oréal.

### Outras atuações
Em 1999, foi honrosamente escolhida para ser o rosto de Marianne, a efígie que representa a república francesa, herdando o título de outras beldades como Brigitte Bardot e Catherine Deneuve. Na época, seu busto foi distribuído por todas as repartições públicas desse país. Marianne é o nome dado pelos franceses a sua República, bem como a sua representação simbólica na figura do busto de uma jovem mulher. De vez em quando, o governo seleciona alguma bela e famosa francesa contemporânea para representá-la.
Em 1999, Laetitia estreou como atriz no filme francês Astérix e Obélix contra César, no qual contracenou com Gérard Depardieu.